# Merefnebef
Merefnebef, también llamado Unisanj y Fefi, fue un chaty de la VI dinastía de Egipto. Primero sirvió en la corte del faraón Teti, y posiblemente se convirtió en chaty durante el reinado de Userkara, retirándose, habiendo caído en desgracia durante el reinado de Pepi I y probablemente, murió poco después.

## Biografía
Merefnebef fue un príncipe heredero y sirvió como tesorero del rey del Bajo Egipto y ocupó cargos que lo colocaron cerca del rey. En su tumba se han encontrado grabados hasta 34 títulos, de los cuales, los más importantes son los de chaty y guardián de la pirámide de Teti, además de guardián de todos los secretos del rey, verdadero amigo del rey, supervisor de los escribas del rey, inspector de la Gran Casa, supervisor de la lencería real de la Gran Casa, guardián de los tocados y pelucas reales o jefe de los sacerdotes lectores. Jugó un papel particularmente importante en los tiempos de Userkara, probablemente un gobernante-usurpador, convirtiéndose en chaty al final de su carrera. 
Tuvo cuatro esposas (Iret, Metyut, Nebet y Sesheshet) y tres hijos varones (Manefer, Mem y Merefnebef) representados en su tumba, de los cuales, los dos más mayores han sido objeto de damnatio memoriae, solo conservándose intacto el menor, llamado Merefneber II.

## Tumba
La mastaba de Merefnebef se encuentra al oeste de la pirámide escalonada de Zoser. Es relativamente pequeña, pero está completamente decorada, destacando su detallismo y colorido. La cámara funeraria contenía un sarcófago completo con su tapa. Algunas escenas representadas en la tumba muestran una deliberada destrucción por cincel.
La mastaba fue descubierta en 1997 en la necrópolis de Saqqara por un equipo de investigadores perteneciente al 'Centro Polaco de Arqueología Mediterránea' de la Universidad de Varsovia, dirigido por el profesor Karol Myśliwiec.